# Carspach
Carspach (Duits: Karspach) is een gemeente in het Franse departement Haut-Rhin (regio Grand Est) en telde op 1 januari 2022 2.085 inwoners. De plaats maakt deel uit van het arrondissement Altkirch.

## Geografie
De oppervlakte van Carspach bedroeg op 1 januari 2022 17,17 vierkante kilometer; de bevolkingsdichtheid was toen 121,4 inwoners per km².

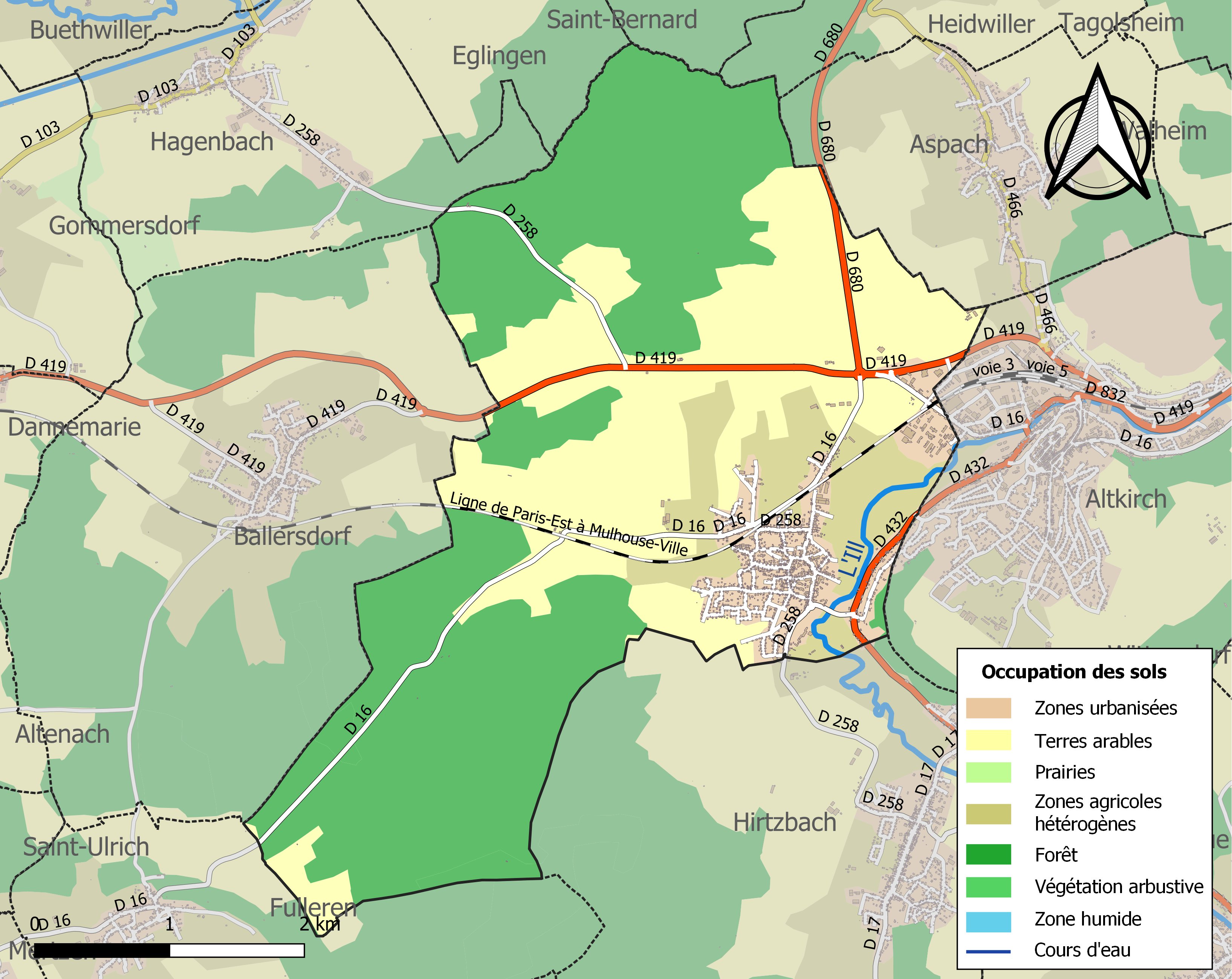
Kaart van de gemeente met de belangrijkste infrastructuur, bodemgebruik en omliggende gemeenten

## Demografie
Onderstaande figuur toont het verloop van het inwonertal (bron: INSEE-tellingen).